# Solar Cunha da Silveira

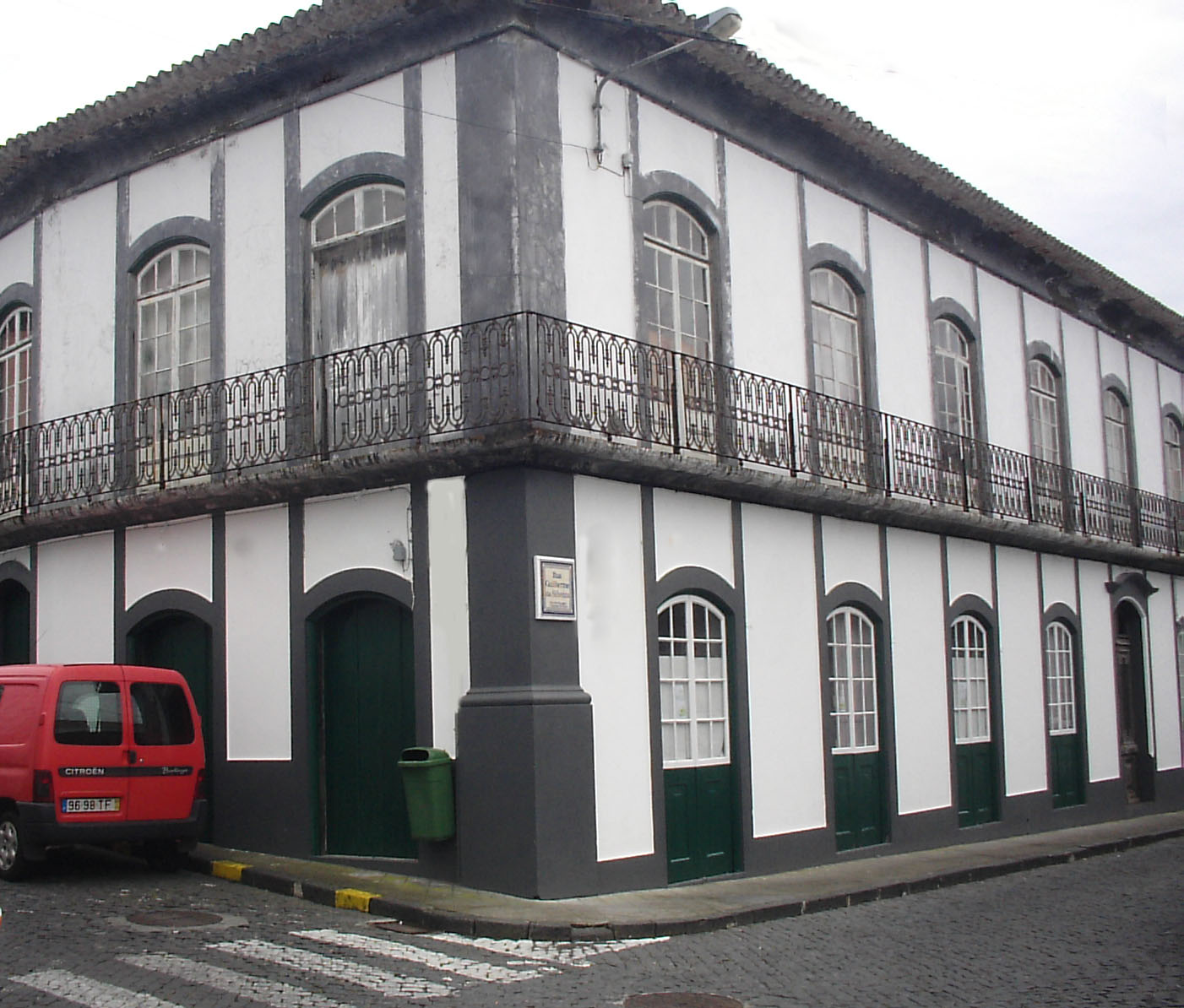
Solar da Família Cunha da Silveira, Velas, ilha de São Jorge, Açores, Portugal.

O Solar Cunha da Silveira é um palacete português localizado no concelho de Velas, ilha de São Jorge, arquipélago dos Açores. Trata-se de um solar urbano de grande dimensão que é pertença de uma das mais abastadas e influentes famílias da ilha de São Jorge do Século XIX.
Apresenta-se dotado de uma arquitectura com feição erudita, com longas faixas verticais feitas em pedra de cantaria de apreciáveis dimensões. Os vãos foram desenhados em verga curva. 
Este solar apresenta na entrada principal, no que corresponde ao eixo da simetria, uma verga igualmente curva, embora saliente em relação à construção restante. 
Ao comprido das duas fachadas voltadas para a rua Cunha da Silveira e para a rua Guilherme da Silveira estende-se uma longa varanda corrida, sem interrupção, onde se abrem treze portadas de comunicação entre o interior da moradia e o mundo exterior.
Este solar foi durante séculos uma das salas de visita da ilha de São Jorge. Neste palacete esteve o rei D. Pedro IV de Portugal, aquando da sua visita à ilha de São Jorge. O Bispo de Angra e o General António Óscar de Fragoso Carmona, foram igualmente dois ilustres visitantes que neste solar deixaram a sua presença.
Depois de uma época gloriosa esteve encerrado durante vários anos até que foi comprado pela Câmara Municipal de Velas, que ali instalou parte dos seus serviços públicos. Dada a dimensão deste edifício está projectada a instalação de dois museus: O Museu do queijo de São Jorge e o Museu de Arte Sacra de Velas.